# Ugo de Lorenzo
Ugo Michael Acunto de Lorenzo (26 giugno 1967) è un ex calciatore danese di origini italiane, di ruolo attaccante.